# Aegilops comosa
Aegilops comosa là một loài thực vật có hoa trong họ Hòa thảo. Loài này được Sm. mô tả khoa học đầu tiên năm 1806.